# Girobicupolă pătrată

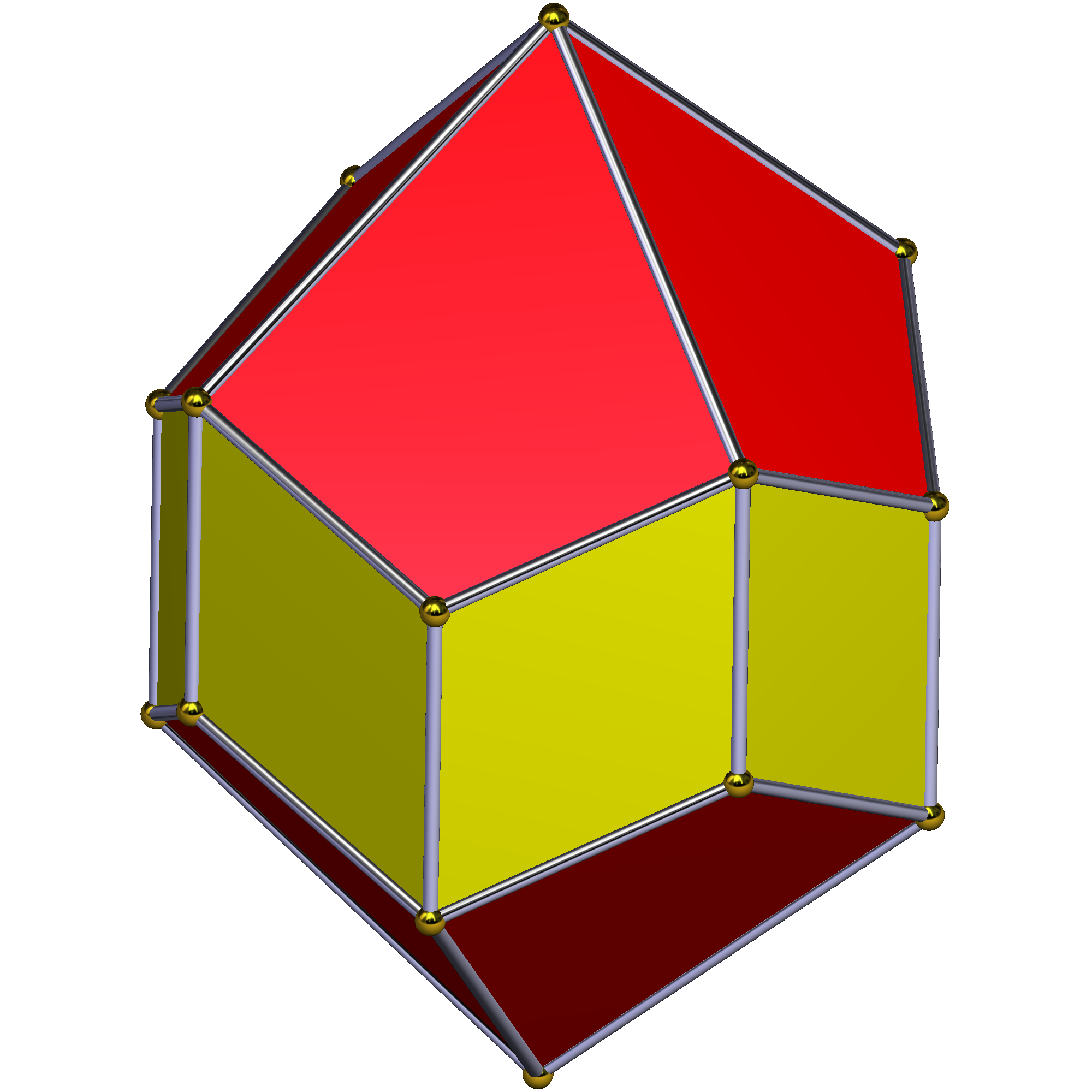
Dual:Trapezoedru pătrat alungit

În geometrie girobicupola pătrată este un poliedru convex construit prin unirea a două cupole pătrate (J4) prin bazele lor mari astfel încât, printr-o rotire de 45°, fețele vecine ale celor două cupole sunt de tip diferit. Este a doua din șirul infinit de girobicupole. Este poliedrul Johnson J29. Fără rotirea de 45° a uneia dintre cele două cupole înainte de unire se produce ortobicupola pătrată (J28). Având 18 de fețe, este un octadecaedru. Nu este tranzitivă pe vârfuri.
Înrudită cu girobicupola pătrată este girobicupola pătrată alungită (J37) care se poate obține prin inserarea unei prisme octogonale între cele două cupole ale sale. Se discută dacă girobicupola pătrată alungită este sau nu un poliedru arhimedic deoarece, deși îndeplinește toate celelalte standarde necesare pentru a fi un poliedru arhimedic, nu este foarte simetric.

## Mărimi asociate
Formulele pentru arie A și volum V sunt stabilite pentru lungimea laturilor tuturor poligoanelor (care sunt regulate) a:
{\displaystyle A=2(5+{\sqrt {3}})\,a^{2}\approx 13,464101\,a^{2}}
{\displaystyle V=2\left(1+{\frac {2{\sqrt {2}}}{3}}\right)a^{3}\approx 3,885618\,a^{3}}

## Poliedre și faguri înrudiți
Girobicupola pătrată formează faguri în care spațiul este umplut și cu tetraedre; cu cuburi și cuboctaedre; cu tetraedre și piramide pătrate, și bipiramide pătrate alungite. (Ultimele pot fi descompuse în piramide pătrate alungite, cuburi sau piramide pătrate.)